# Rhagoletis triangularis
Rhagoletis triangularis är en tvåvingeart som beskrevs av Hernandez-ortiz 1999. Rhagoletis triangularis ingår i släktet Rhagoletis och familjen borrflugor. Inga underarter finns listade i Catalogue of Life.